# Kołomąć
Kołomąć [kɔˈwɔmɔnt͡ɕ] (tiếng Đức: Koldemanz) là một ngôi làng thuộc khu hành chính của Gmina Gryfice, thuộc quận Gryfice, West Pomeranian Voivodeship, ở phía tây bắc Ba Lan. Nó nằm khoảng 8 kilômét (5 mi) phía tây nam Gryfice và 62 km (39 mi) về phía đông bắc của thủ đô khu vực Szczecin.
Trước năm 1945, khu vực này là một phần của tỉnh Pomerania của Đức. Từ năm 1946-1998, đô thị thuộc về tỉnh Szczecin. Đối với lịch sử của khu vực, xem Lịch sử của Pomerania.
Ở Kołomąć, có những tàn tích của nhà thờ, nhà nguyện và nghĩa trang của Đức.